# Lagenantha cycloptera
Lagenantha cycloptera är en amarantväxtart som först beskrevs av Otto Stapf, och fick sitt nu gällande namn av Michael George Gilbert och Ib Friis. Lagenantha cycloptera ingår i släktet Lagenantha och familjen amarantväxter. Inga underarter finns listade i Catalogue of Life.